# Ruth Kerkovius
Ruth Kerkovius (Berlim, 9 de junho de 1921 — 23 de janeiro de 2007) foi uma artista nascida na Alemanha conhecida pelas suas gravuras, pinturas e design têxtil.

## Biografia
Kerkovius nasceu em 1921 em Berlim, Alemanha. Ela passou a sua juventude em Riga, na Letónia, mudando-se para Munique, Alemanha, para estudar na Universidade de Munique.
No final dos anos 1940 mudou-se para Nova York. Ela estudou na Liga de estudantes de Arte de Nova York e no Pratt Graphic Art Center, onde foi ensinada por Antonio Frasconi e Michael Ponce de Leon.
Ela participou em competições anuais de impressão no Boston Printmakers, na Biblioteca do Congresso, no Museu de Belas Artes de Boston, na Academia de Belas Artes da Pensilvânia e na Sociedade de Artistas Gráficos Americanos.
O seu trabalho encontra-se nas colecções do Museu de Arte de Cincinnati, da Biblioteca do Congresso, da Galeria Nacional de Arte, da Universidade de Chicago e da Universidade Wesleyan.
Kerkovius faleceu em 2007.